# عرش الهی
عَرش الرحمن (به عربی: عرش الرحمن) یا اورنگ خدای بخشنده، محل حکومت خدای واحد در ادیان ابراهیمی است. این عرش در بالای هفت آسمان قرار دارد و در دین‌های یهودیت "اربوث" و اسلام "العرش" نامیده می‌شود. در اسلام برای عرش معنایی غیر از یک محل ارائه شده‌است. علامه طباطبایی معتقد است عرش مرحله تکامل یافته‌ای از عوالم وجود بوده و مرکز فرماندهی جهان و محل صدور احکام دینی بوده و نشستن خداوند بر عرش نیز کنایه از تدبیر جهان و علم او به تمام امور است.

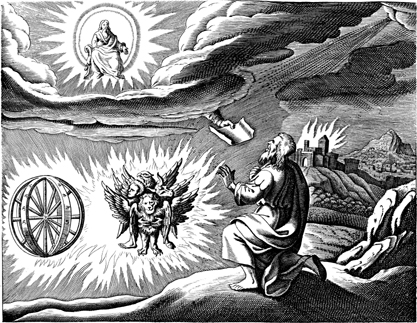
رویای حزقیال نبی و دیدن عرش خداوند، نقاشی ماتیاس میران سال ۱۶۷۰ میلادی

## یهودیت
پیامبران یهودی مانند میکایا، اشعیا، حزقیال و دانیال همه در مورد عرش الهی صحبت کردند. در بعضی اشارات عرش خداوند به صورت دادگاه الهی بیان شده‌است. در رؤیای حزقیال نبی او عرش خداوند را می‌بیند که توسط چهار موجود حمل می‌شود. این چهار موجود هر یک دارای چهار چهره هستند که یکی به صورت انسان، یکی به صورت شیر، یکی به صورت گاو و یکی به صورت عقاب است. (حزقیال ۱۰:۱۴). هر فرشته حیوط چهار بال دارد. در زیر پاهای این حیوط فرشتگان دیگر هستند که مانند چرخ می‌باشند. این فرشتگان اوفانی‌ها نامیده می‌شوند.

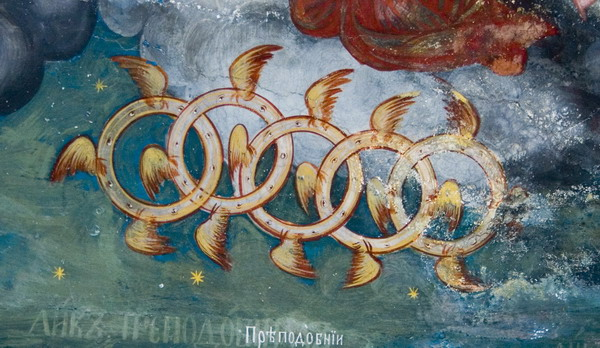
چرخهای رؤیای حزقیال در کلیسای کراتوف مقدونیه

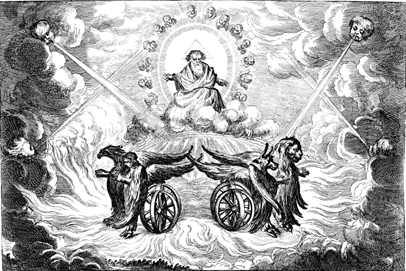
رویای حزقیال نبی از کتاب مقدس نسخه مارتین لوتر چاپ شده در سال ۱۷۰۲ میلادی.

### رؤیای میکایا از دادگاه الهی
رؤیای میکایا از دادگاه الهی (اول پادشاهان ۲۲:۱۹) اولین اشاره به دادگاه الهی است.

## مسیحیت
در عهد جدید چندین بار به عرش الهی اشاره شده‌است. در چندین اشاره از بهشت به عنوان عرش خداوند نام برده شده‌است. در عهد جدید گاهی از کل بهشت به عنوان عرش خداوند نام برده می‌شود و گاهی به محل خاصی از بهشت که در آن عرش خداوند قرار دارد اشاره می‌شود. در عهد جدید معمولاً عرش خداوند دارای صندلی کناری است که عیسی در کنار دست راست خداوند نشسته‌است.

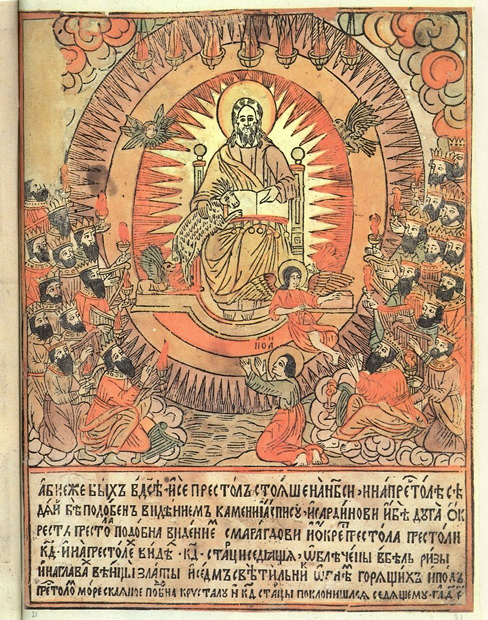
عرش خداوند در نسخه روسی عهد جدید، ۱۶۹۰.

### مکاشفه یوحنا
در مکاشفه یوحنا اشاره شده‌است که هفت روح از جانب خداوند عرش او را احاطه می‌کنند و یوحنا از خدا می‌خواهد که هفت کلیسای آسیا را به وسیله روح خود آمرزش کند. یوحنا اشاره می‌کند که در مقابل عرش دریایی از جنس شیشه و مانند کریستال قرار دارد و عرش خداوند به وسیله یک شیر، یک گاو، یک انسان و یک عقاب احاطه شده‌است که هریک دارای شش بال هستند و در حال فریاد زدن
 هستند. او اشاره می‌کند که از عرش نور و صاعقه و صداهای زیادی ساطع می‌شود.

## اسلام
در قرآن نیز به عرش خداوند ۲۱ مرتبه اشاره شده‌است. در قرآن نیز مانند عهد قدیم و عهد جدید عرش خداوند توسط فرشتگانی احاطه شده‌است که او را تسبیح می‌گویند.
در این آیه وظایف فرشتگان حمل‌کننده عرش خداوند معادل وظیفه آنان در عهد قدیم و عهد جدید است و در حال ستایش کردن خداوند هستند.
علامه طباطبایی معتقد است عرش مرحله تکامل یافته‌ای از عوالم وجود بوده و مرکز فرماندهی جهان و محل صدور دستورات الهی بوده و نشستن خداوند بر عرش نیز کنایه از تدبیر جهان و علم او به تمام جهان است.